# Euphylidorea meigenii
Euphylidorea meigenii är en tvåvingeart som först beskrevs av George Henry Verrall 1886.  Euphylidorea meigenii ingår i släktet Euphylidorea och familjen småharkrankar. Arten är reproducerande i Sverige. Inga underarter finns listade i Catalogue of Life.